# Emily Sarsfield
Emily Sarsfield (* 30. Juni 1983 in Durham) ist eine ehemalige britische Freestyle-Skierin. Sie startete in der Disziplin Skicross.

## Werdegang
Sarsfield begann im Alter von 12 Jahren mit dem Skifahren an Wettbewerben und nahm zunächst von 1998 bis 2005 an internationalen Wettbewerben im Ski Alpin teil. Letztmals im Ski Alpin startete sie bei der Winter-Universiade 2005 in Innsbruck. Dabei belegte sie den 53. Platz im Riesenslalom, den 49. Rang im Slalom, den 22. Platz in der Abfahrt und den 19. Rang im Super G. Zudem startete sie dort erstmals im Skicross, wobei sie den sechsten Platz errang. Im März 2005 nahm sie in Grindelwald erstmals am Freestyle-Skiing-Weltcup teil und kam dabei auf den 23. Platz. Bei den Weltmeisterschaften 2007 in Madonna di Campiglio fuhr sie auf den 16. Platz und erreichte in der Saison 2007/08 in Chiesa in Valmalenco mit dem 11. Platz ihr bestes Ergebnis im Weltcup sowie zum Saisonende mit dem 20. Platz im Skicross-Weltcup ihr bestes Gesamtergebnis. Diese Gesamtplatzierung wiederholte sie in der Saison 2016/17. In der Saison 2009/10 holte sie in Val Thorens ihren einzigen Sieg im Europacup und kam zum Saisonende auf den siebten Platz in der Skicross-Wertung des Europacups. In den folgenden Jahren belegte sie bei den Weltmeisterschaften 2011 im Deer Valley den 19. Platz, bei den Weltmeisterschaften 2013 in Voss den 17. Rang und bei ihrer einzigen Teilnahme an Olympischen Winterspielen im Februar 2018 in Pyeongchang den 16. Platz. In der Saison 2018/19 absolvierte sie in Blue Mountain ihren 92. und damit letzten Weltcup, welchen sie auf dem 26. Platz beendete und startete international letztmals bei den Weltmeisterschaften 2019 in Solitude, wo sie den 23. Platz errang.

## Erfolge

### Olympische Spiele
- 2018 Pyeongchang: 16. Platz Skicross

### Weltmeisterschaften
- 2007 Madonna di Campiglio: 16. Platz Skicross
- 2011 Deer Valley: 19. Platz Skicross
- 2013 Voss: 17. Platz Skicross
- 2019 Solitude: 23. Platz Skicross

### Weltcupwertungen
| Saison  | Gesamt | Gesamt | Skicross | Skicross |
| Saison  | Platz  | Punkte | Platz    | Punkte   |
| ------- | ------ | ------ | -------- | -------- |
| 2004/05 | -      | -      | 50.      | 8        |
| 2005/06 | 103.   | 5      | 23.      | 24       |
| 2006/07 | 82.    | 4      | 24.      | 22       |
| 2007/08 | 70.    | 10     | 20.      | 84       |
| 2008/09 | 147.   | 1      | 48.      | 12       |
| 2009/10 | 113.   | 2      | 45.      | 21       |
| 2010/11 | 96.    | 4      | 32.      | 45       |
| 2011/12 | 127.   | 4      | 35.      | 36       |
| 2012/13 | 149.   | 5      | 34.      | 47       |
| 2013/14 | 158.   | 5      | 31.      | 51       |
| 2015/16 | 117.   | 6,25   | 24.      | 75       |
| 2016/17 | 114.   | 9,54   | 20.      | 154      |
| 2017/18 | 155.   | 5,10   | 28.      | 51       |
| 2018/19 | 184.   | 1,09   | 36.      | 12       |

### Weitere Erfolge
- 2 Podestplätze im Europacup, davon 1 Siege
- 1 Podestplatz im South American Cup
- Winter-Universiade 2005: 6. Platz Skicross